# 원소로
 원소로(Wonso-ro)는 충청북도 음성군 원남면 고마사거리에서 괴산면 소수면 고마삼거리 잇는 도로이다.

## 주요 경유지
충청북도
- 음성군 (원남면) - 괴산군 (소수면)

## 노선
| 이름         | 접속 노선                | 소재지 | 소재지 | 비고 |
| ------------ | ------------------------ | ------ | ------ | ---- |
| 고마사거리   | 국도 제36호선 (충청대로) | 음성군 | 원남면 |      |
| 토골고개     |                          | 음성군 | 원남면 |      |
| 옥현삼거리   | 길선길                   | 괴산군 | 소수면 |      |
| 명덕교       |                          | 괴산군 | 소수면 |      |
| 금곡교       |                          | 괴산군 | 소수면 |      |
| 원당삼거리   | 학산재로                 | 괴산군 | 소수면 |      |
| 구아성삼거리 | 상경로5길                | 괴산군 | 소수면 |      |
| 고마 교차로  | 국도 제37호선 (상경로)   | 괴산군 | 소수면 |      |